# 극 (국제 관계)
국제 관계론에서 극(極)은 국제 체제 내에서 힘의 분배 방식을 설명하는 다양한 방식 중 하나이다. 흔히 단극체제, 양극체제, 다극체제의 3가지로 분류한다. 어느 체제가 가장 안정적이고 평화적인 결과를 불러오는지에 대해서는 학자마다 의견이 분분하다.
냉전기는 미국과 소련이 양측 패권국으로서 세력균형을 유지하던 대표적인 양극체제이다. 소련의 붕괴에 따른 냉전 이후의 세계체제는 흔히 미국이 유일하게 주도하는 단극체제로 설명되나 논쟁의 여지가 있다. 제1차 세계대전 이전의 군웅할거적인 제국주의 시대나 제2차 세계대전까지의 전간기는 다극체제로 설명된다.

## 같이 보기
- 세력균형
- 팍스 아메리카나
- 힘 (국제 관계)